# Michael Golz
Michael Golz (* 19. Juli 1957 in München) ist ein  deutscher Maler der Outsider Art.

## Leben
Michael Golz wurde als Sohn des Ingenieurs Hans und der Filmemacherin, Industriefotografin und Buchautorin Renate Golz-Fleischmann († 11. November 2014) in München geboren und wuchs in Mülheim an der Ruhr auf. Seine Geschwister sind die 1960 geborenen Zwillinge Wulf und Dorothee Golz. Sein Bruder ist durch eine Unterversorgung mit Sauerstoff während der Geburt geistig gehandicapt. Als Folge einer Virus-Infektion durch die Pockenschutzimpfung im Kleinkindalter behielt Michael Golz eine geistige Behinderung zurück. Im Umfeld war die Familie oft von Ablehnung und Ausgrenzung betroffen. Schon früh zeigte sich das Talent und die Freude am Malen bei allen drei Kindern, die auch als Erwachsene künstlerisch tätig sind. Anfang der 1970er Jahre drehte Renate Golz-Fleischmann den größtenteils autobiografischen Dokumentarfilm „Leben sollst Du“ über das Leben mit einem behinderten Kind, der Aufklärungsarbeit über das Leben von und mit behinderten Kindern leistete. Nachdem die Brüder kurz die Sonderschule in Mülheim besucht hatten, wechselten sie mit sieben Jahren für die kommenden zehn Jahre zur Internatsschule für geistig behinderte und lernbehinderte Kinder mit anthroposophisch geprägter therapeutischer Erziehung in Eckwälden im Landkreis Göppingen in der Schwäbischen Alb. Die Ferienzeiten verbrachten sie mit der Familie in Mülheim oder im Ferienhaus im Sauerland.
Nach der Schulentlassung und einer Ausbildungszeit in Gartenbau und ökologischer Landwirtschaft in weiterführenden anthroposophischen Einrichtungen kam Michael Golz in eine dörfliche Gemeinschaft für schulentlassene junge Erwachsene aus Eckwälden in Dalle in der Lüneberger Heide, wo er als Gärtner tätig war und die dort angebotenen Malkurse besuchte. Nach einem gescheiterten Versuch auf dem ersten Arbeitsmarkt arbeitete er in der Gartenabteilung der WfB der Theodor Fliedner Stiftung in Mülheim. Während dieser Zeit begann er sich verstärkt auf seine Kunst zu konzentrieren und ab 1977 mit der kartografischen Erfassung des Athos-Plans. 2012 bezog er eine eigene Wohnung im betreuten Wohnen in Mülheim an der Ruhr, kündigte die Stelle in der Werkstatt und ist seitdem  im Duisburger Atelier MALzeitler tätig.

## Werk
Das Hauptwerk von Michael Golz ist das „Athosland“, seine eigene Fantasiewelt mit eigener Kultur, Geschichte und Geografie. Es besteht aus über 8000 Einzelblättern, die zusammengesetzt eine riesige Landkarte eines fiktiven Landes mit Straßen-, Fluss- und Schienenverläufen bilden, die ausgelegt mehr als 20 × 20 Meter misst. Michael Golz arbeitet auf einfachem Papier mit Bunt- und Bleistiften, aber auch Filz- und Wachsmalstiften. Er „kartografiert seine Fantasiewelt aus der Vogelperspektive und geht ins Detail mit filigranen Zeichnungen von Landschaft und Architektur, ergänzt durch Bildergeschichten seiner Bewohner“. Seit Michael Golz zusammen mit seinem Bruder Wulf die Anfänge seiner imaginären Fantasiewelt und -figuren in den 1960er Jahren aus einem kindlichen Spiel heraus erfand, entwickelt er sie fortlaufend weiter, ergänzt und verändert bestehende Abschnitte, indem er Teile der Karte mit einer neuen Version überklebt. Die Ortsbezeichnungen stehen vielfach in Zusammenhang mit realen Begebenheiten oder Menschen oder drücken Stimmungen und Gefühle aus.
Die Karte wird ergänzt durch Hunderte von Zeichnungen mit Ansichten der einzelnen Orte und Landstriche mit verschiedenen Siedlungsformen, wie ein Kurbad, bäuerliche Dörfer, Großstädte mit modernen Hochhäusern, Schlössern bis zu fast unberührten Landschaften. Die Farbstiftzeichnungen sind beschriftet und geographisch zugeordnet. Über das kartographische Werk hinaus ist ein weiterer Bestandteil der imaginären Welt eine Serie von Ordnern, die Michael Golz als „Ifichen Mem’s Ferien Mappen“ bezeichnet. Sie enthalten Bildergeschichten und Texte zu Ereignissen und Reisen durch das mit fremdartigen Lebewesen bevölkerte Athosland, wie „Ifiche, Ängstlichenzähne, Brucktiere, Putzviecher, Autobahn-Schlangen oder Ziehdinger“. Für diese Erzählungen entwickelte Michael Golz die „Ifichensprache“, eine erfundene Lautsprache, die Geräusche nachahmt.

Athosland
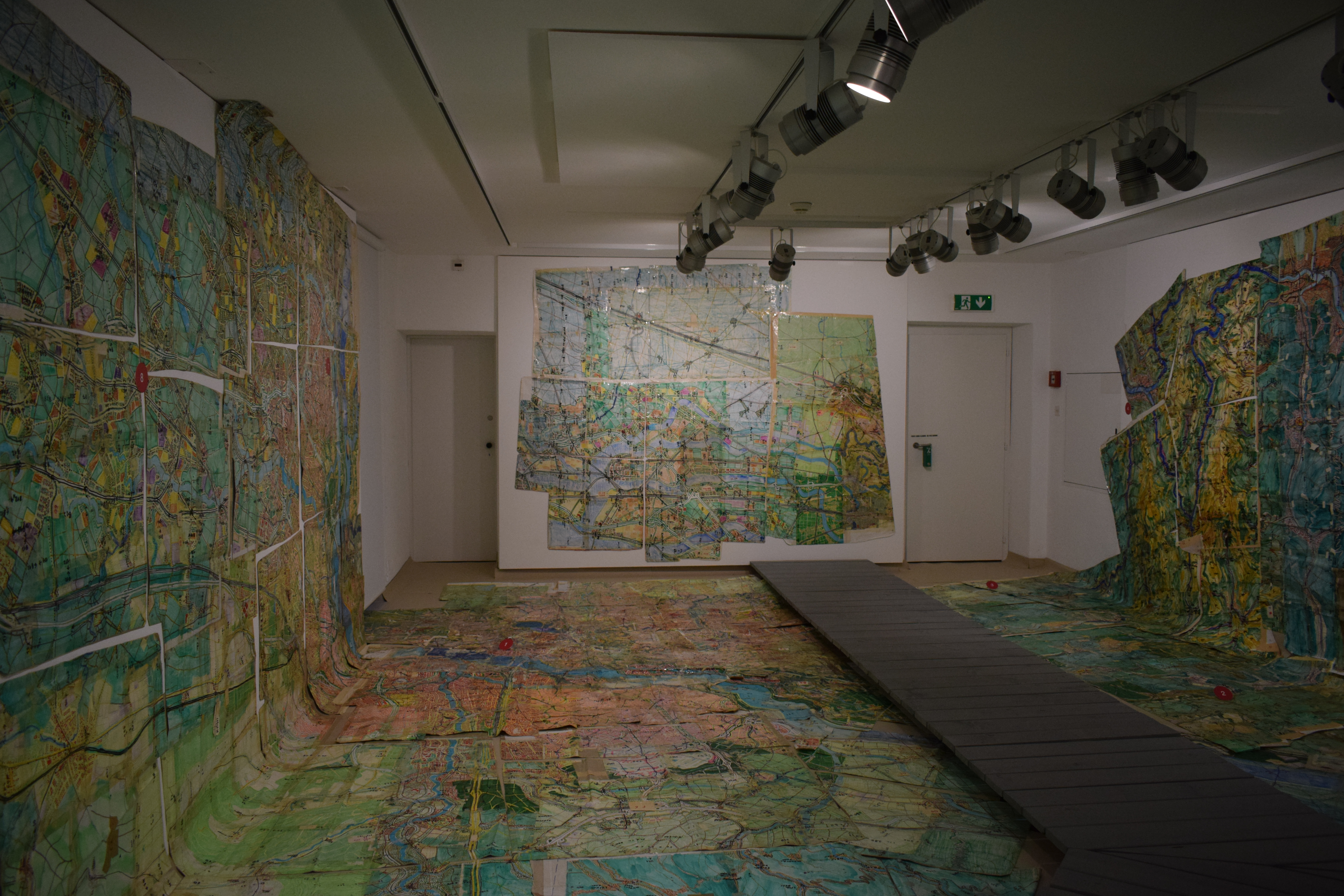
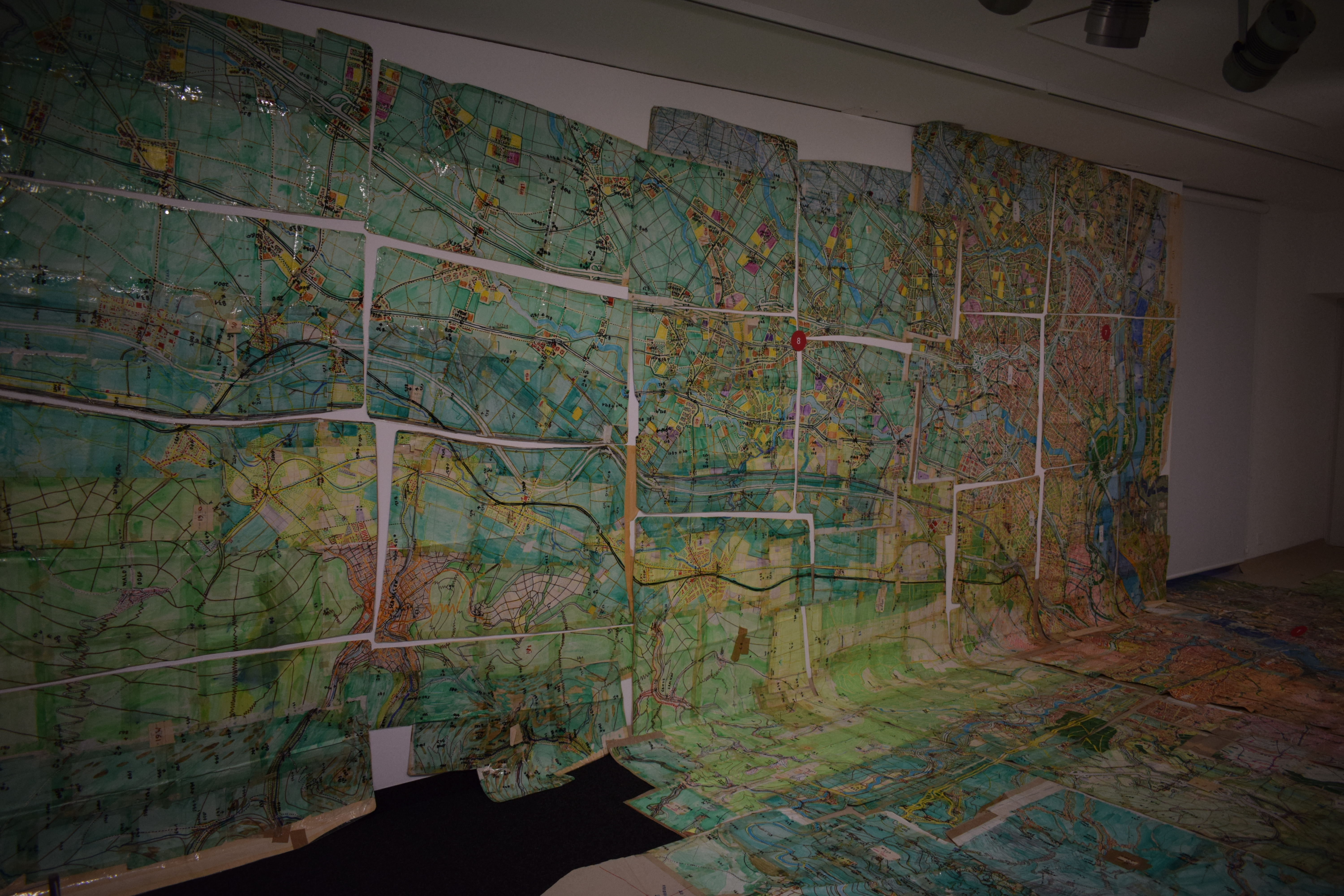
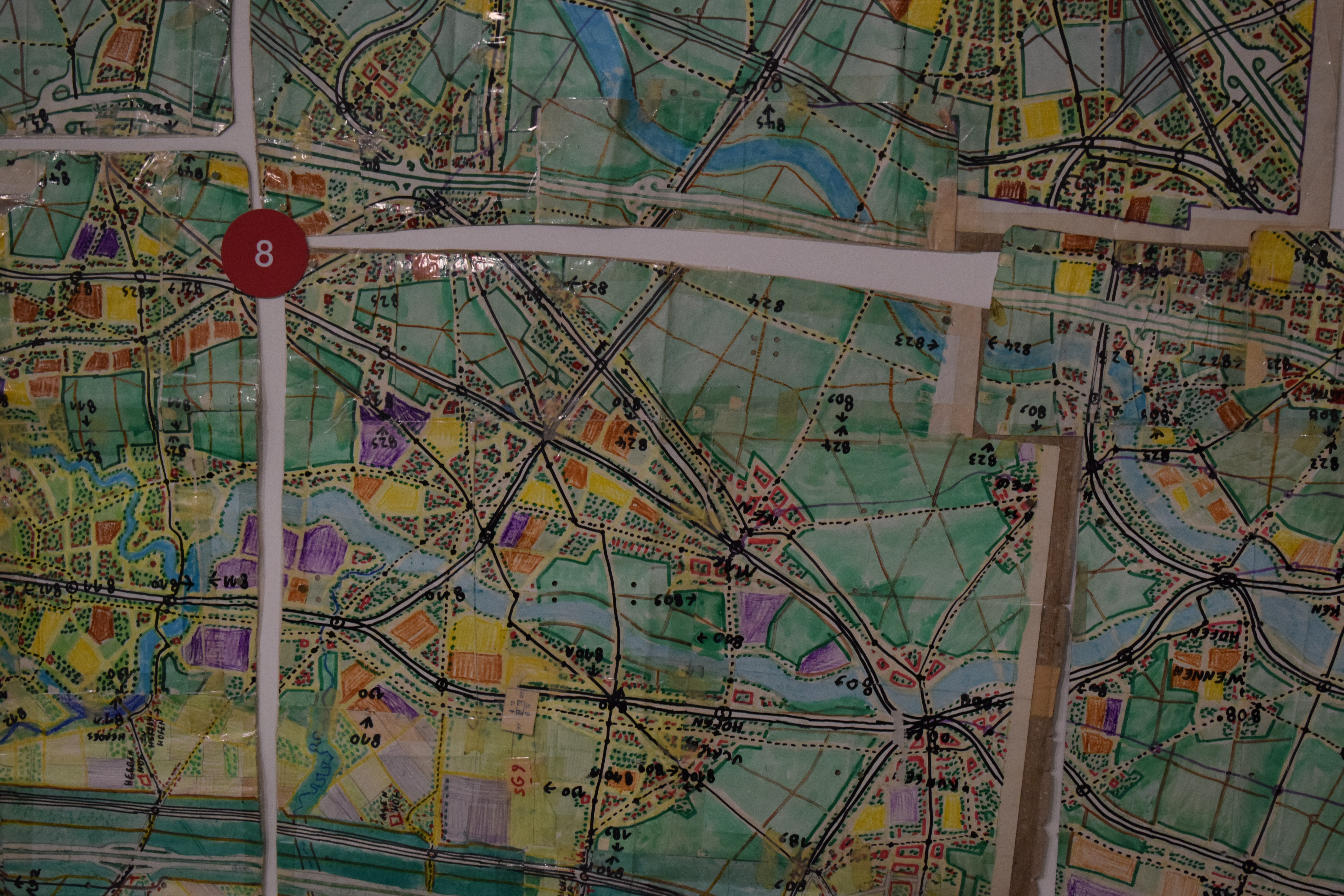
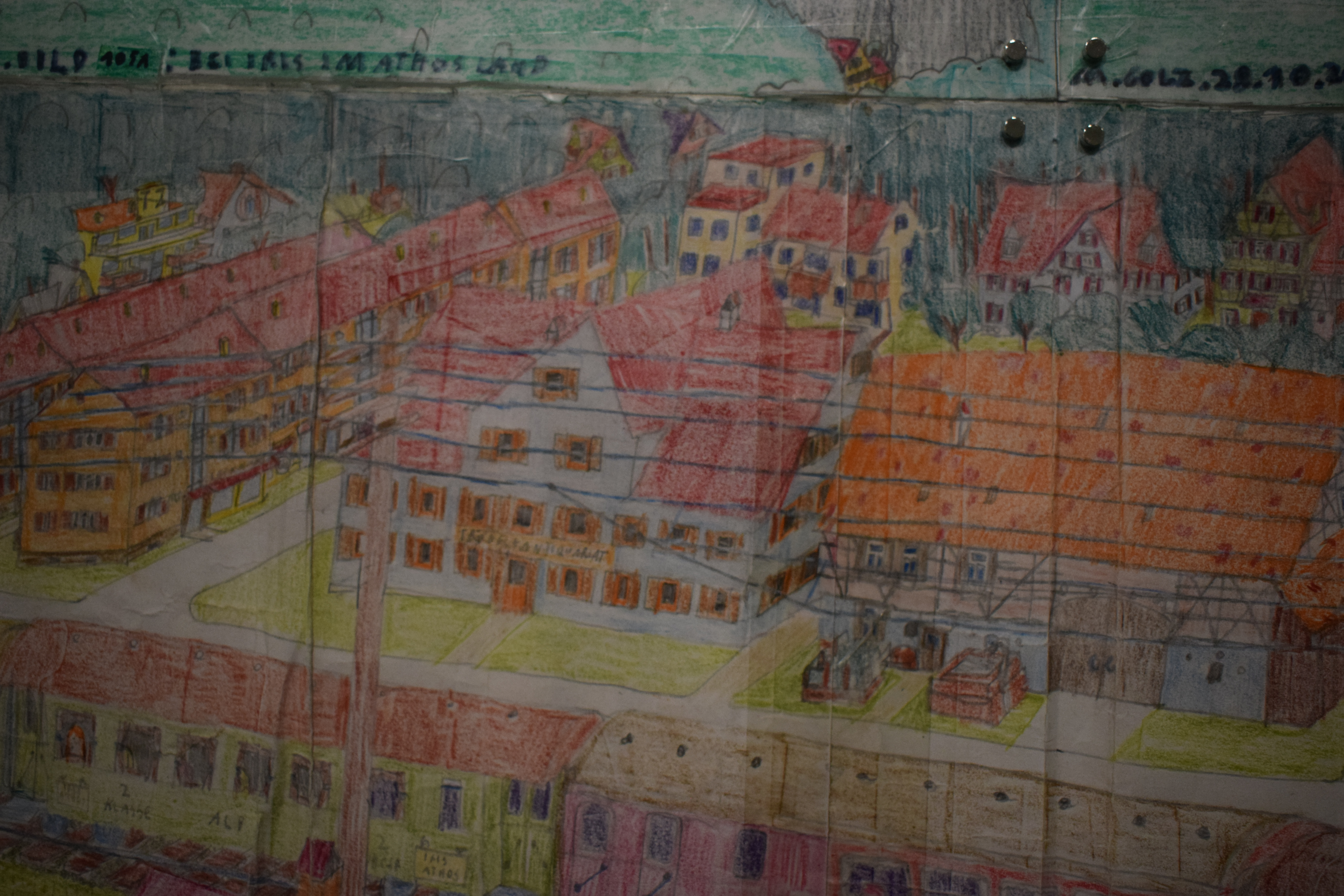

## Auszeichnungen
Im Jahr 2018 wurde Michael Golz mit dem Europäischen Kunstpreis Malerei und Grafik von Künstlern mit geistiger Behinderung EUWARD 7 ausgezeichnet.

## Ausstellungen (Auswahl)
Werke von Michael Golz waren ausgestellt bei der Outsider Art Fair Paris, Art Fair Berlin während der Berlin Art Week und auf der Art Karlsruhe. Der Landesverband der Berliner Galerien (lvbg) zeigte im Rahmen der Berlin Art Week 2015 in seiner Jubiläumsausstellung „Katzengold“ einige seiner Arbeiten.
- 2010: Ausstellung der Landkarte von Athosland. Alte Stadtbibliothek, Mülheim an der Ruhr
- 2012: Michael Golz - Athosland. Galerie ART CRU, Berlin, Kurator: Thomas Röske[12]
- 2013: 2x2 Forum für Outsider Art. Kunsthaus Kannen, Münster, Gruppenausstellung
- 2014: auf Pump. City Palais Duisburg, Gruppenausstellung
- 2016: Athosland. Makroscope, Mülheim an der Ruhr[3][11]
- 2016: Michael Golz. Reise ins Athosland. Kartause Ittingen des Kunstmuseums Thurgau[13]
- 2017: Michael Golz - Voyage dans le pays d'Athos. Collection de l’Art Brut, Lausanne.[6][16] Zur Ausstellung erschien ein zweisprachiger Katalog sowie ein 30-minütiger Film.[1]
- 2017: Ausstellung, Künstlerhaus Goldstraße, Duisburg[10]
- 2017: Athosland. Galerie von La Fabuloserie, Paris[9]
- 2017: Michael Golz + Torsten Holzapfel. Galerie ART CRU, Berlin[12]
- 2018: Euward 7. Michael Golz, Ota Prouza, Clemens Wild. Buchheim-Museum, Bernried am Starnberger See[15]
- 2022/2023: Art Brut and bande dessinée. Collection de l’Art Brut, Lausanne, Gruppenausstellung[17]

## Medien
- Michael Golz. Athosland. Christiane Jeckelmann, Markus Landert, Kunstmuseum Thurgau (Hrsg.), Warth 2017
- Film: Athosland. Philippe Lespinasse, Andress Alvarez (33 Minuten, deutsch mit französischen Untertiteln), Co-Produktion Museum Collection de l’Art Brut, Kunstmuseum Thurgau.